# Luidia denudata
Luidia denudata is een kamster uit de familie Luidiidae.
De wetenschappelijke naam van de soort werd in 1910 gepubliceerd door René Koehler.